# Rüdigheim (Amöneburg)
Rüdigheim ist ein Stadtteil von Amöneburg im mittelhessischen Landkreis Marburg-Biedenkopf.

## Geographie

### Geographische Lage
Der Ort liegt im Amöneburger Becken im Vorderen Vogelsberg an der Ohm und am Fuße des Kreuzwarthügels, dem Hausberg der Ortschaft. Im Westen verläuft die Landesstraße 3073. Rüdigheim liegt am Hessischen Radfernweg R6.

### Nachbargemeinden
| Amöneburg, Kirchhain              | Rauschenberg, Wohratal | Niederklein, Stadtallendorf, Neustadt (Hessen) |
| Marburg (Lahn), Cappel            | Kompass                | Schweinsberg, Kirtorf, Alsfeld                 |
| Ebsdorfergrund, Fronhausen (Lahn) | Mücke, Grünberg        | Homberg (Ohm), Gemünden (Felda)                |

## Geschichte

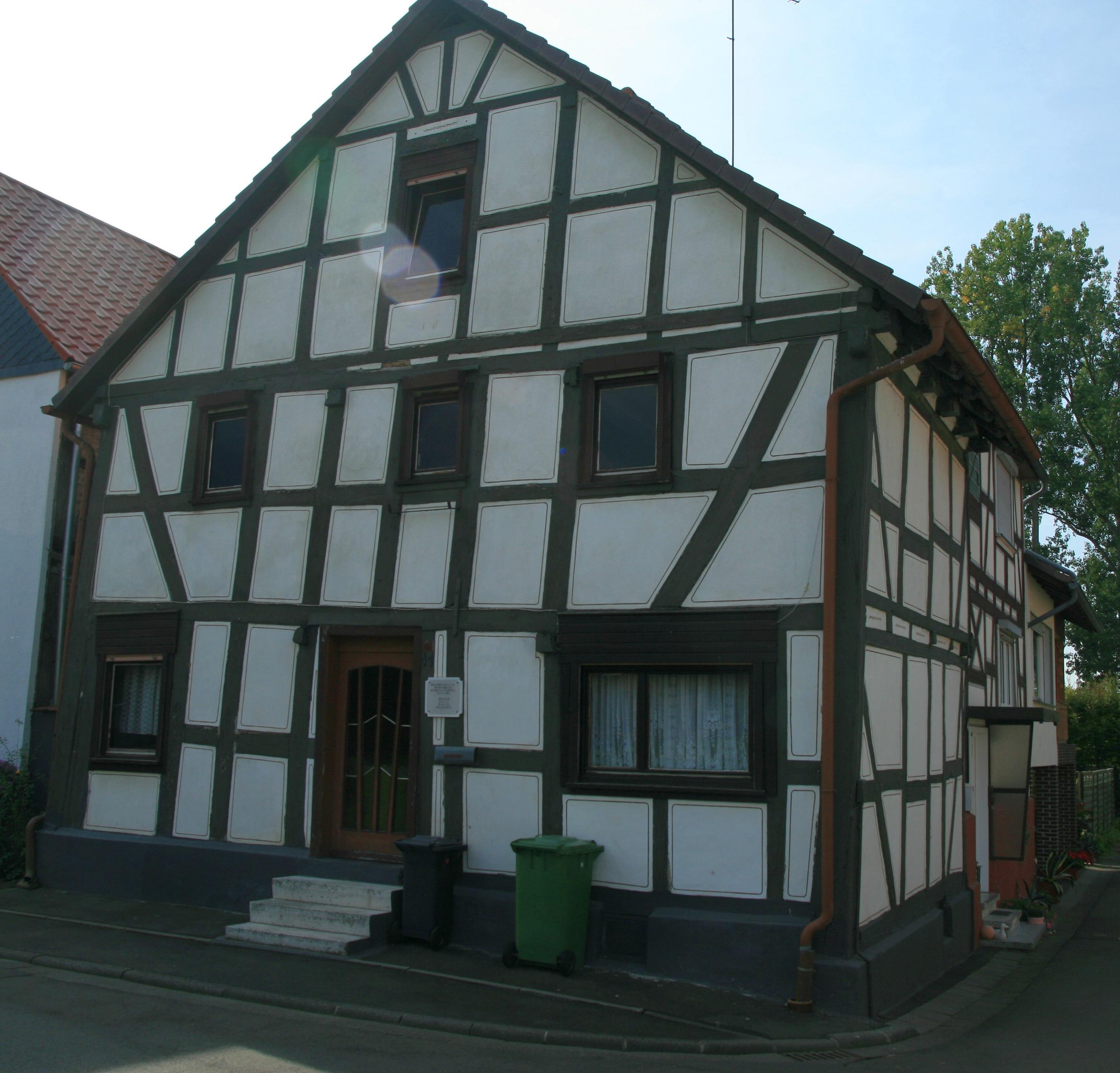
Historisches Fachwerkhaus Rüdigheim (Amöneburg)

### Ortsgeschichte
Erstmals urkundlich erwähnt wurde der Ort soweit bekannt in der erzbischöflich-mainzischen Heberolle des Jahres 1248 unter dem Namen Rudencheim. Dabei handelt es sich um ein Verzeichnis Mainzer Besitzes im Umland von Amöneburg. Einkünfte, Pflichten und Rechte sind darin umfassend dokumentiert.
Im Jahr 1355 versetzte Mainz den Hof und das Dorf Rüdigheim an den Amöneburger Burgmann Gilbrecht von Nordeck. 1383 gelangten Teile dieser Pfandschaft an Walprecht von Seelheim, welcher damals Keller in Amöneburg war. Später übernahmen die Schencken zu Schweinsberg die Besitztümer.
1394 erlaubte der Mainzer Erzbischof Konrad seinem Burgmannen Adolf Rau von Holzhausen das Dorf von den Erben Gilbrecht von Nordecks aufzulösen. 1411 übertrug Adolf Rau von Holzhausen alle seine Rechte an Rüdigheim an Eberhard Schenck zu Schweinsberg. Die Schweinsberger Schencken behielten das Mainzer Dorf Rüdigheim, dessen Gemarkung direkt an Schweinsberg angrenzt, bis 1586 im Pfandbesitz. Ebenso im Pfandbesitz befanden sich die benachbarten Mainzer Dörfer Niederklein (1349–1525) und Erfurtshausen (1416–1586) und die der Stadt Amöneburg vorgelagerte Wenigenburg (1349 bis ca. 1463/1525). Damit weiteten die Schwencken zu Schweinsberg ihren Einflussbereich um die Stadt und Burg Schweinsberg erheblich aus. Sie übernahmen, wenn auch nur zeitlich begrenzt, alle Rechte und Pflichten in den Dörfern, übten Schutz und die Gerichtsgewalt aus.
Frühe schriftliche Aufzeichnungen belegen, dass Rüdigheim wie andere Orte der Umgebung der katholischen Kirche in Amöneburg zugeordnet war. Während der Missionierung der Gegend durch Bonifatius im Jahr 721 wurde sie zum zentralen Mittelpunkt der Katholiken in Oberhessen. Das Umland von Rüdigheim ist eine reizvolle, vom christlichen Brauchtum geprägte Region. Über Jahrhunderte entstanden von Ort zu Ort eine erhebliche Reihe baulicher Zeugen christlicher Tradition, wozu Flurkreuze, Bildstöcke, Kapellen, Grotten und Kirchenbauten zählen, so auch in Rüdigheim. Natürlich kam es wie überall im Laufe der Zeit zu Veränderungen. In den Jahren 1802/1803 endete neben der territorialen auch eine über eintausendjährige Zugehörigkeit zum kirchlichen Mainzer Einflussbereich. Anzumerken gilt, dass geographisch das Kurfürstentum Mainz und das Erzbistum Mainz nicht übereinstimmten. Der jeweilige Mainzer Erzbischof war im Kurfürstentum auch weltlicher Herrscher, hingegen im Erzbistum nur dessen geistliches Oberhaupt. Während nachfolgend die Territorialgeschichte noch hinreichend erläutert wird, muss darauf hingewiesen werden, dass 1821 auch eine einschneidende kirchliche Umstrukturierung erfolgte. Rüdigheim und weitere katholische Nachbargemeinden wechselten vom Bistum Mainz in das seit 1752 bestehende Bistum Fulda, dem sie bis heute angehören. Das älteste katholische Kirchenbuch in Rüdigheim beginnt mit Aufzeichnungen in der nachreformatorischen Zeit des Jahres 1678, während ältester steinerner Nachweis katholischen Glaubens der Taufstein von 1681 ist. Selbst älteste schriftliche Aufzeichnungen liefern keinen Hinweis auf Mitbürger jüdischen Glaubens. Hingegen lebten einst wenige evangelische Christen im Ort, wie die nachfolgende Statistik ausweist. Ihr Anteil ist heute gestiegen. Organisatorisch sind sie der Evangelischen Kirchengemeinde Schweinsberg zugehörig.
Gemäß dem Gerichts-Organisationsgesetz vom 31. Oktober 1848, fiel Rüdigheim in den Zuständigkeitsbereich des Obergerichts zu Cassel, dem das Justizamt Amöneburg im Kreis Kirchhain unterstellt war. Dort wurden für Rüdigheim, als damals kleinstes Dorf, 50 Häuser mit 354 Einwohnern aufgezeichnet.
Ab 1851 waren die ev.-luth. Einwohner von Rüdigheim dem Schweinsberger Pfarrer Conrad Hesse zugeordnet.
Die reformierten Einwohner von Rüdigheim wiederum wurden der Stadt Kirchhain zugeordnet und dem dortigen Pfarrer Friedrich August Klemme.
Unmittelbar an der Gemarkungsgrenze zwischen Rüdigheim und Niederklein wurde schon lange Zeit eine Burg vermutet. Erstmals im Sommer 1958 erfolgten im dortigen "Flurbereich Husgeweid", schließlich Grabungen, die im Winter 1960/61 mit Unterstützung des Amtes für Bodenaltertümer intensiviert wurden. Freigelegt wurde ein Gebäudegrundriss von 5,00 Meter × 5,70 Meter. Weiter Grabungen wurden 1961 durchgeführt. Aus den Untersuchungsergebnissen geht hervor, dass im Mittelalter an besagter Stelle eine kleine Befestigungsanlage stand. Es handelte sich um einen aufgeschütteten Hügel mit darauf stehendem burgähnlichen Turmhaus, dessen unterer Teil aus festem Steinmauerwerk, der darüberliegende Teil wahrscheinlich aus Fachwerk bestand. Der Hügel war von einem Wassergraben umgeben, was heute noch ansatzweise erkennbar ist. Eine ganze Reihe ähnlicher Befestigungsanlagen gelten in der näheren Umgebung als nachgewiesen. Neben dem Turmhaus wird an gleicher Stelle eine dazugehörige Hofstelle vermutet, die ebenfalls durch einen Graben geschützt wurde. Alte Amöneburger Kellereirechnungen weisen Einnahmen von Äckern vom Hunskeweyde aus, woraus Hunskeweide wurde, während heute das Gebiet als Husgeweid bezeichnet wird.
Hessische Gebietsreform (1970–1977)
Die ehemals eigenständige Gemeinde wurde im Zuge der Gebietsreform in Hessen zum 31. Dezember 1971 auf freiwilliger Basis in die Stadt Amöneburg eingemeindet.  Für das Gebiet der ehemaligen Gemeinde Rüdigheim wurde ein Ortsbezirk eingerichtet.

### Verwaltungsgeschichte im Überblick
Die folgende Liste zeigt die Staaten und Verwaltungseinheiten, denen Rüdigheim angehört(e):
- 14. und 15. Jahrhundert: Heiliges Römisches Reich, Kurfürstentum Mainz, Amt Amöneburg
  - 1355: Pfandbesitz des Gilbrecht von Nordeck (Amöneburger Burgmann) und später dessen Erben[16]
  - 1383: Pfandbesitz geht in Teilen an Walprecht von Seelheim (Keller = Leiter des Wirtschafts- und Finanzbereiches im Amt Amöneburg)[17]
  - 1394: Pfandbesitz des Adolf Rau von Holzhausen (Amöneburger Burgmann). Übernahme des Pfandbesitzes der Erben des Gilbrecht von Nordeck[18]
  - 1411–1586: Pfandbesitz der Schenck zu Schweinsberg[19]
- ab 1586: Heiliges Römisches Reich, Kurmainz, Amt Amöneburg
- ab 1803: Heiliges Römisches Reich, Landgrafschaft Hessen-Kassel,[Anm. 2] Fürstentum Fritzlar, Amt Amöneburg[Anm. 3]
- ab 1806: Landgrafschaft Hessen-Kassel, Fürstentum Fritzlar, Amt Amöneburg
- 1807–1813: Königreich Westphalen,[Anm. 4] Departement der Werra, Distrikt Marburg, Kanton Kirchhain[20]
- ab 1815: Kurfürstentum Hessen,[Anm. 5] Amt Amöneburg[21]
- ab 1821: Kurfürstentum Hessen, Provinz Oberhessen, Kreis Kirchhain[22][Anm. 6]
- ab 1848: Kurfürstentum Hessen, Bezirk Marburg
- ab 1851: Kurfürstentum Hessen, Provinz Oberhessen, Kreis Kirchhain
- ab 1867: Königreich Preußen,[Anm. 7] Provinz Hessen-Nassau, Regierungsbezirk Kassel, Kreis Kirchhain
- ab 1871: Deutsches Reich, Provinz Hessen-Nassau, Regierungsbezirk Kassel, Kreis Kirchhain
- ab 1918: Deutsches Reich, Freistaat Preußen, Provinz Hessen-Nassau, Regierungsbezirk Kassel, Kreis Kirchhain
- ab 1932: Deutsches Reich, Freistaat Preußen, Provinz Hessen-Nassau, Regierungsbezirk Kassel, Kreis Marburg
- ab 1944: Deutsches Reich, Freistaat Preußen, Provinz Kurhessen, Kreis Marburg
- ab 1945: Deutsches Reich, Amerikanische Besatzungszone,[Anm. 8] Groß-Hessen, Regierungsbezirk Kassel, Kreis Marburg
- ab 1946: Deutsches Reich, Amerikanische Besatzungszone, Hessen, Regierungsbezirk Kassel, Kreis Marburg
- ab 1949: Bundesrepublik Deutschland, Hessen, Regierungsbezirk Kassel, Kreis Marburg
- ab 1972: Bundesrepublik Deutschland, Hessen, Regierungsbezirk Kassel, Kreis Marburg, Stadt Amöneburg
- ab 1974: Bundesrepublik Deutschland, Hessen, Regierungsbezirk Kassel, Landkreis Marburg-Biedenkopf, Stadt Amöneburg
- ab 1981: Bundesrepublik Deutschland, Hessen, Regierungsbezirk Gießen, Landkreis Marburg-Biedenkopf, Stadt Amöneburg

### Gemeindeschultheiße, Bürgermeister
- Martin Paul (1650 als Bürgermeister)
- Valentin Bieker, Hs. Nr. 1 (mehrere Jahre zwischen 1780/1790 Schultheiß/Bürgermeister)
- Georg Adam Schmitt (1758 als Gemeindeschultheiß) und zeitgleich Nikolaus Gnau (1758 als Bürgermeister)
- Heinrich Gnau (1793/1794 als Bürgermeister)
- Johannes Heinrich Schüler (1827 als Schultheiß)
- Ludwig Biecker (1828 als Gemeindeschultheiß)
- Andreas Biecker (1895 als Bürgermeister)
- ? Riehl (1896 als Bürgermeister)
- Karl Adam Schmitt (1916 als Bürgermeister)
- Heinrich Josef Herz (1937 als Bürgermeister)
- Alois Wachtel (1952 als Bürgermeister)
- Theodor Biecker (Bürgermeister in den 50er Jahren)
- Wilhelm Herz (1959 als Bürgermeister)
- Winfried Dörr (1967 als Bürgermeister)

Im Amt Amöneburg bekleidete der Schultheiß das höchste Verwaltungsamt. Unterstützt wurde er meist von zwei Gerichtsschöffen. Die hessische Gemeindeordnung vom 30. Juni 1821 sah dieses Amt nicht mehr vor. Künftig regelte ein Ortsvorstand bestehend aus einem Bürgermeister, Beigeordneten und Gemeinderat die Belange einer Gemeinde.  In bevölkerungsstarken Dörfern gab es zeitgleich auch zwei Bürgermeister, wovon einer der Unterbürgermeister war. Unterschieden wurden aber auch der Bürgermeister für die Ackerleute und der für die Kleinbauern in einem Dorf.

## Bevölkerung

### Einwohnerstruktur 2011
Nach den Erhebungen des Zensus 2011 lebten am Stichtag dem 9. Mai 2011 in Rüdigheim 561 Einwohner. Darunter waren 15 (2,7 %) Ausländer.
Nach dem Lebensalter waren 105 Einwohner unter 18 Jahren, 240 zwischen 18 und 49, 120 zwischen 50 und 64 und 96 Einwohner waren älter. Die Einwohner lebten in 213 Haushalten. Davon waren 36 Singlehaushalte, 57 Paare ohne Kinder und 99 Paare mit Kindern, sowie 15 Alleinerziehende und 6 Wohngemeinschaften. In 27 Haushalten lebten ausschließlich Senioren und in 141 Haushaltungen lebten keine Senioren.

### Einwohnerentwicklung
| Quelle: Historisches Ortslexikon | |
| • 1585:                          | 26 Hausgesessene |
| • 1652:                          | bis auf 3 Häuser abgebrannt |
| • 1657:                          | bis auf 2 Häuser abgebrannt |
| • 1659:                          | 21 Haushalte; erstmals liegen Einwohnerlisten vor von den Ortschaften im Amt Amöneburg. Aufgeführt sind Haushaltsvorstände oder Mannschaften (Lehns-/Gefolgsleute)                                                                                    |
| • 1664:                          | 17 Hausgesessene |
| • 1831:                          | 323 Einwohner |
| • 1838:                          | Familien: 31 nutzungsberechtigte, 13 nicht nutzungsberechtigte Ortsbürger, 24 Beisassen |
|                                  | Reduktion der Einwohner: Von Mitte bis zum Ende des 19. Jahrhunderts verließen etwa 150 Einwohner die Ortschaft und wanderten überwiegend nach Amerika aus.                                                                                           |
|                                  | Reduktion der Einwohner: Im Ersten Weltkrieg fielen 16 Rüdigheimer Männer |
|                                  | Reduktion der Einwohner: Im Zweiten Weltkrieg fielen oder gelten seither als vermisst 25 Männer; die nach Ende des Krieges gekommenen Flüchtlingsfamilien beklagten weitere 9 Männer                                                                  |
| • 1947:                          | Anstieg der Einwohner: Im April lebten 77 Flüchtlinge oder Evakuierte unter den Einwohnern; im September erhöhte sich die Anzahl auf 97; im Mai 1951 waren es noch 65 Personen. In den Folgejahren reduzierten sich die Einwohnerzahlen durch Wegzug. |

| Rüdigheim: Einwohnerzahlen von 1747 bis 2022 | Rüdigheim: Einwohnerzahlen von 1747 bis 2022 | Rüdigheim: Einwohnerzahlen von 1747 bis 2022 | Rüdigheim: Einwohnerzahlen von 1747 bis 2022 | Rüdigheim: Einwohnerzahlen von 1747 bis 2022 |
| --- | -------------------------------------------- | -------------------------------------------- | -------------------------------------------- | -------------------------------------------- |
| Jahr |                                              |                                              |                                              | Einwohner                                    |
| 1747 | 1747                                         |                                              | 109                                          | 109                                          |
| 1800 | 1800                                         |                                              | ?                                            | ?                                            |
| 1831 | 1831                                         |                                              | 323                                          | 323                                          |
| 1834 | 1834                                         |                                              | 315                                          | 315                                          |
| 1840 | 1840                                         |                                              | 346                                          | 346                                          |
| 1846 | 1846                                         |                                              | 356                                          | 356                                          |
| 1852 | 1852                                         |                                              | 367                                          | 367                                          |
| 1858 | 1858                                         |                                              | 338                                          | 338                                          |
| 1864 | 1864                                         |                                              | 338                                          | 338                                          |
| 1871 | 1871                                         |                                              | 306                                          | 306                                          |
| 1875 | 1875                                         |                                              | 304                                          | 304                                          |
| 1885 | 1885                                         |                                              | 295                                          | 295                                          |
| 1895 | 1895                                         |                                              | 296                                          | 296                                          |
| 1905 | 1905                                         |                                              | 318                                          | 318                                          |
| 1910 | 1910                                         |                                              | 306                                          | 306                                          |
| 1925 | 1925                                         |                                              | 339                                          | 339                                          |
| 1939 | 1939                                         |                                              | 341                                          | 341                                          |
| 1946 | 1946                                         |                                              | 434                                          | 434                                          |
| 1950 | 1950                                         |                                              | 407                                          | 407                                          |
| 1956 | 1956                                         |                                              | 367                                          | 367                                          |
| 1961 | 1961                                         |                                              | 398                                          | 398                                          |
| 1967 | 1967                                         |                                              | 445                                          | 445                                          |
| 1970 | 1970                                         |                                              | 474                                          | 474                                          |
| 1985 | 1985                                         |                                              | 516                                          | 516                                          |
| 2011 | 2011                                         |                                              | 561                                          | 561                                          |
| 2022 | 2022                                         |                                              | 485                                          | 485                                          |
| Datenquelle: Historisches Gemeindeverzeichnis für Hessen: Die Bevölkerung der Gemeinden 1834 bis 1967. Wiesbaden: Hessisches Statistisches Landesamt, 1968. Weitere Quellen: LAGIS; Zensus 2011; Stadt Amöneburg |                                              |                                              |                                              |                                              |

### Historische Erwerbstätigkeit
| Quelle: Historisches Ortslexikon | |
| • 1838:                          | Familien: 21 Ackerbau, 20 Gewerbe, 37 Tagelöhner.                                                                                       |
| • 1961:                          | Erwerbspersonen: 120 Land- und Forstwirtschaft, 316 Produzierendes Gewerbe, 191 Handel und Verkehr, 396 Dienstleistungen und Sonstiges. |

## Religion

### Historische Religionszugehörigkeit
| Quelle: Historisches Ortslexikon |                                                                          |
| • 1861:                          | 16 evangelisch-lutherische, 338 katholische Einwohner                    |
| • 1885:                          | 09 evangelische (= 3,05 %), 286 katholische (= 96,95 %) Einwohner        |
| • 1961:                          | 05 evangelische (= 1,26 %), 393 römisch-katholisch (= 98,74 %) Einwohner |

### Katholische Kirche St. Antonius der Einsiedler

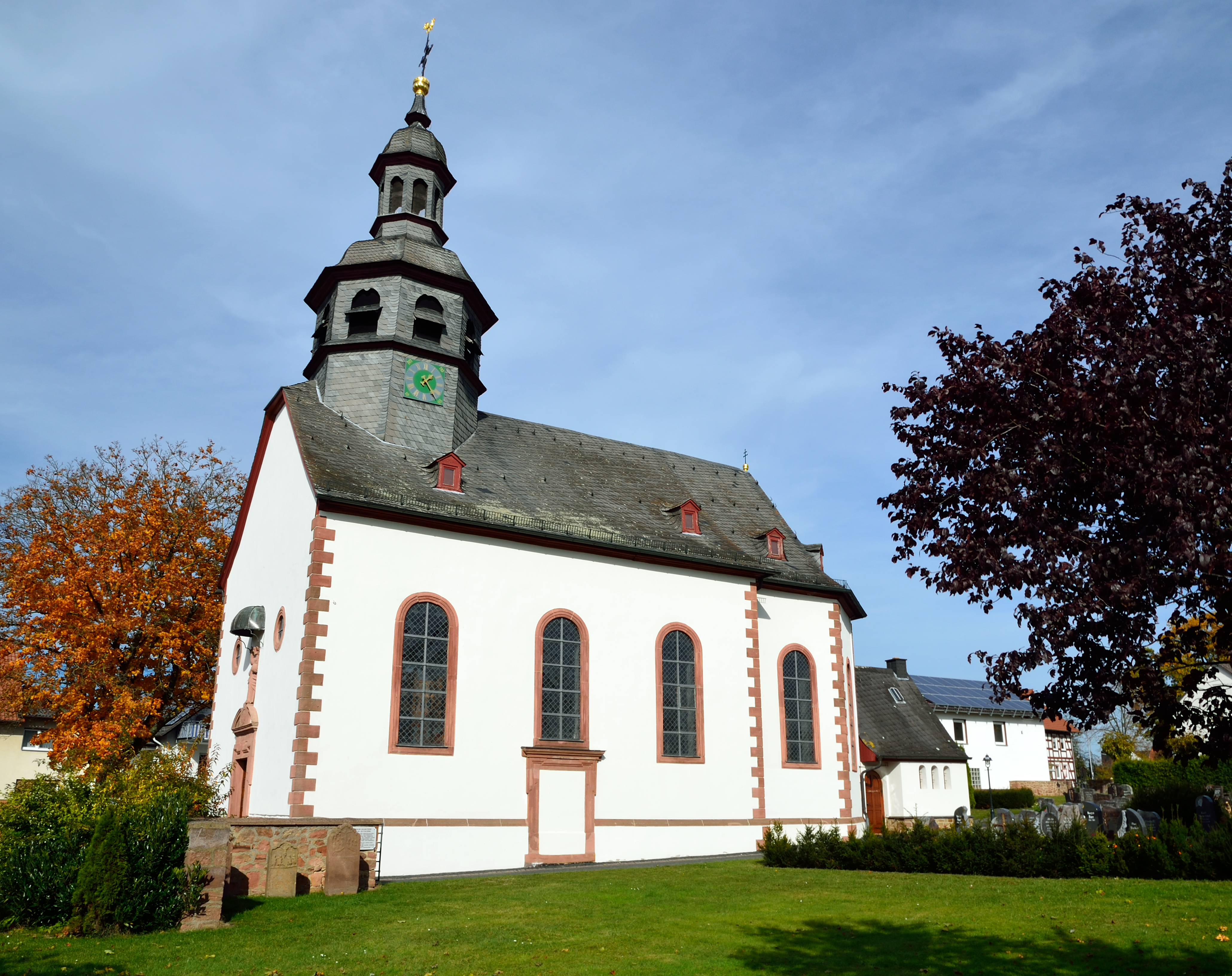
Katholische Kirche Rüdigheim (Amöneburg)

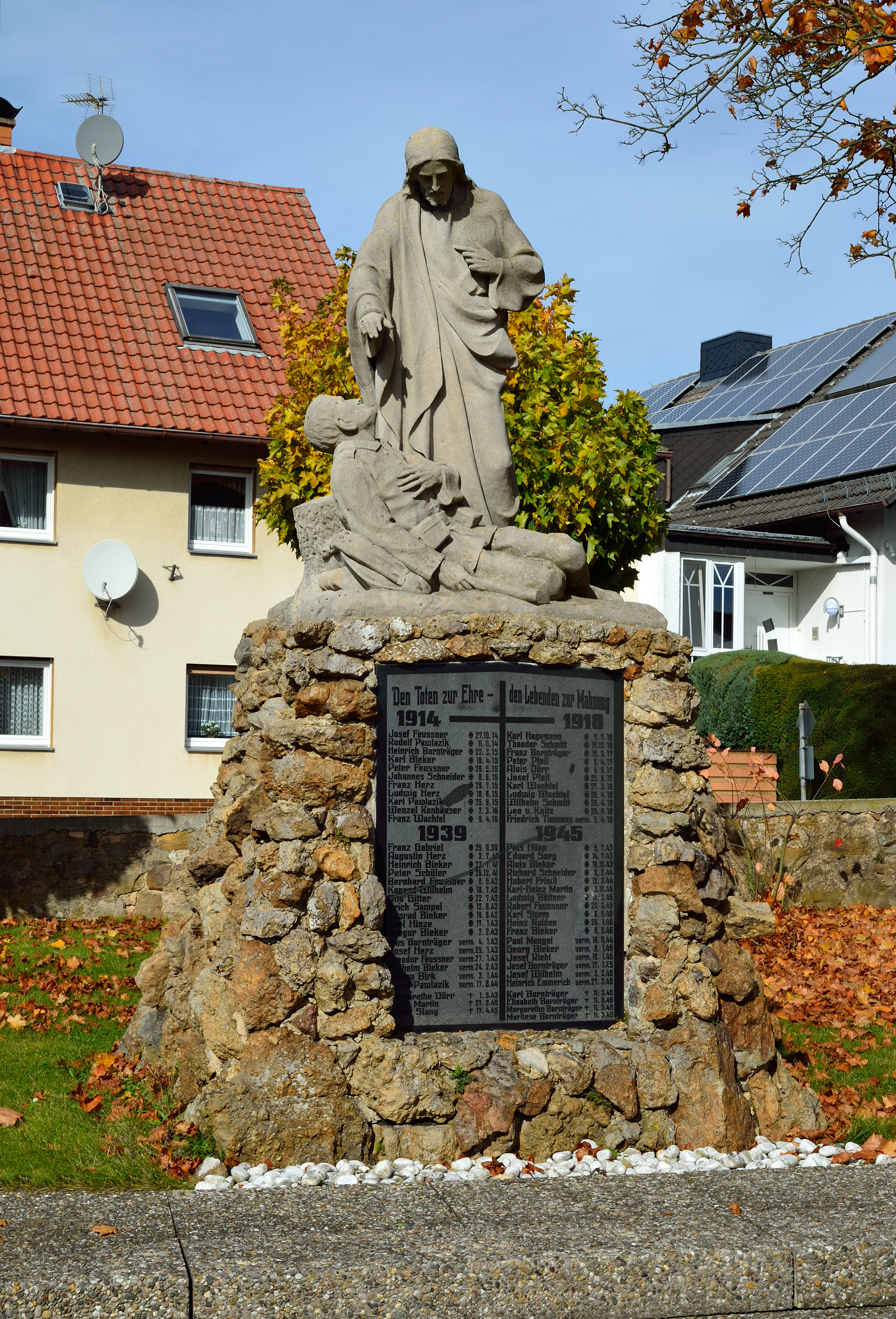
Weltkriegs-Denkmal Rüdigheim (Amöneburg)

Die katholische Kirche St. Antonius der Einsiedler wurde von 1748 bis 1752 erbaut und am 8. Oktober 1754 durch den Mainzer Weihbischof Christoph Nebel geweiht. Verantwortlicher Architekt, Maurermeister und Stuckateur war der aus Tirol stammende Johann Christian Singer.
Die katholische Kirchengemeinde Rüdigheim gehört seit Jahrhunderten zur Pfarrei Amöneburg, zwischenzeitlich von 1681 bis 1711 war sie der Pfarrei Niederklein zugeordnet. 1821 erfolgte eine wesentliche  Umstrukturierung. Rüdigheim wechselte vom Bistum Mainz in das seit 1752 bestehende Bistum Fulda. Leider finden sich keine gesicherten Angaben über das Jahr einer Kirchengründung. Urkunden der Amöneburger Pfarrkirche weisen jedoch 1332 in Rüdigheim einen Kirchhof aus, so dass bereits um diese Zeit auch eine Kirche vermutet werden darf. Der alte Taufstein im Inneren der Kirche ist älter als die heutige Kirche. Er trägt die Jahreszahl 1681.
Rüdigheims Barockkirche ist die kleinste und wohl schlichteste unter den Barockkirchen im katholischen Amöneburger Umland. Es handelt sich um einen Saalbau mit einem von drei Seiten geschlossenen Chor. Anders als viele katholische und evangelische Kirchen der näheren Umgebung handelt es sich nicht um eine Wehrkirche, auch wenn das Kirchengebäude von einer großflächigen Außenmauer umschlossen ist. Noch immer umringt der Friedhof, wie seit jeher die Kirche und wurde nicht wie andernorts nach außerhalb verlagert. Der Kirchturm, eigentlich ein Haubendachreiter, beherbergt drei Glocken, die das ganze Jahr über die Bewohner zu den Gottesdiensten einladen aber auch zu zahlreichen weiteren Anlässen läuten. Im Jahr 1995 erhielt die Kirche eine Turmuhr bestehend aus zwei Ziffernblättern, die seither in Verbindung mit den Glocken als Zeitzeichen dient.

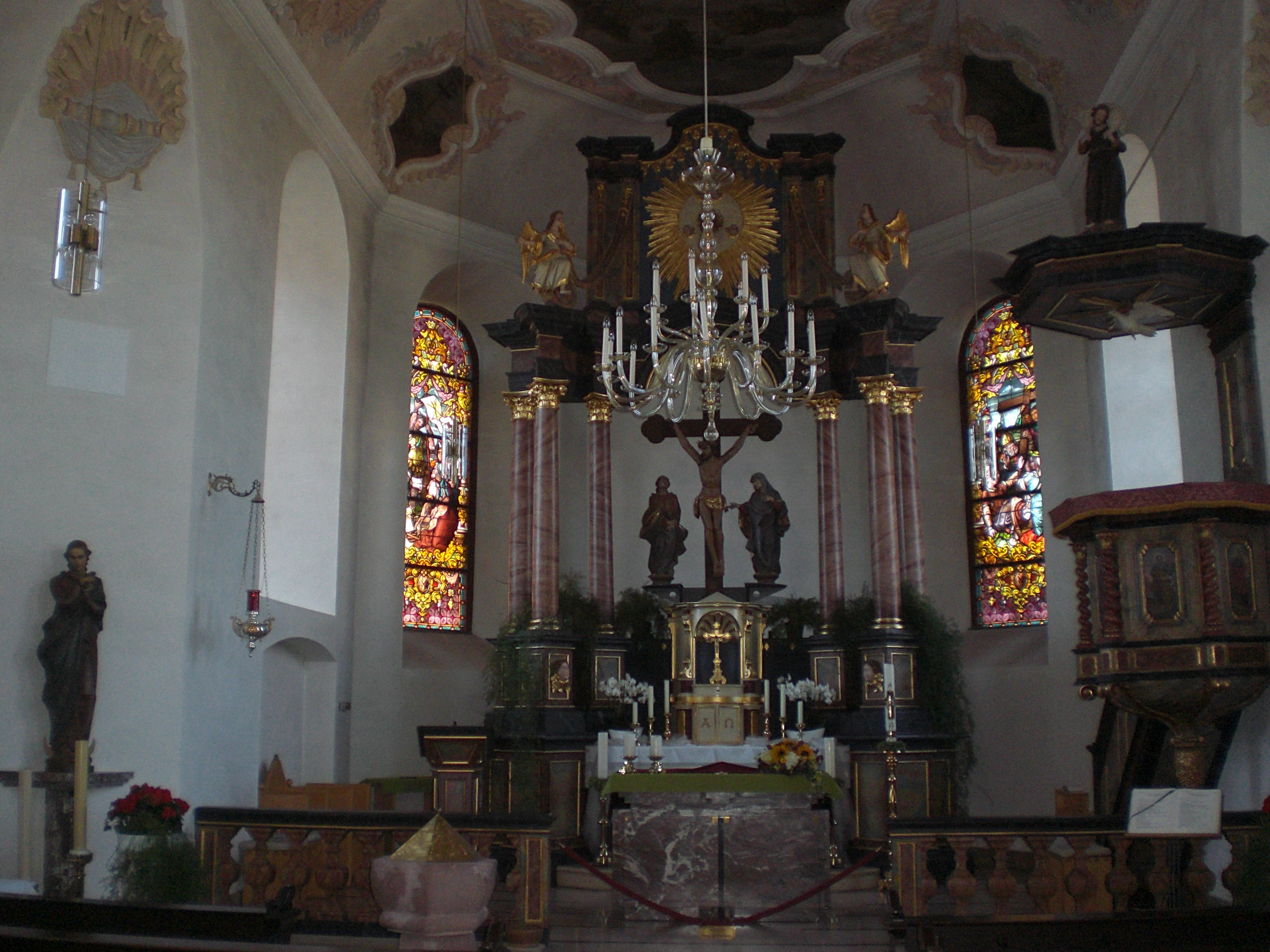
Innenansicht der Katholischen Kirche

Wer durch die tagsüber geöffnete Kirchentür die Rüdigheimer Kirche betritt, wird überrascht sein von der Helligkeit und Farbenfülle des Raumes, der ihm dort begegnet. Barocke Lebensfreude und Begeisterung wird in den Gemälden und dem aufwändigen Stuck an der Decke deutlich. Die Blicke auf sich aber zieht der barocke Hochaltar und in seiner Mitte ein großes Kreuz.
Zwei farbige Chorfenster beschreiben, wie unter dem römischen Kaiser Konstantin im 4. Jahrhundert das Kreuz allmählich ein Siegeszeichen wird und wie seine Mutter, die heilige Helena, in Jerusalem das Kreuz Jesu findet.
Von der Empore blickt die Statue von Antonius dem Einsiedler auf die Gläubigen herab. Antonius hatte sich als junger Mann in die Wüste zurückgezogen, um in der Einsamkeit Gott zu suchen. Es bestehen drei große Deckengemälde und zehn kleine Fresken an den Deckenschrägen (in der Voute).
Die Kirchengemeinde ist im Besitz eines Kreuzpartikels und begeht am 14. September oder dem folgenden Sonntag das Kreuzfest. Das Kreuz ist Zeichen für Hoffnung und Leben. Die Kreuzbalken im Hochaltar münden in Kleeblätter – das Marterwerkzeug wird so zu einem Baum. Und Christus am Kreuz ist hier nicht als Sterbender dargestellt, sondern als lebender Hoffnungsträger.
Auf dem Kirchvorplatz befindet sich das Kriegerehrenmal (Denkmal für die Gefallenen beider Weltkriege). Es wurde 1928 im Gedenken an die Opfer des Ersten Weltkrieges errichtet und 1952 ergänzt um die Gefallenen und Vermissten des Zweiten Weltkrieges.

### Umfeld der Kirche

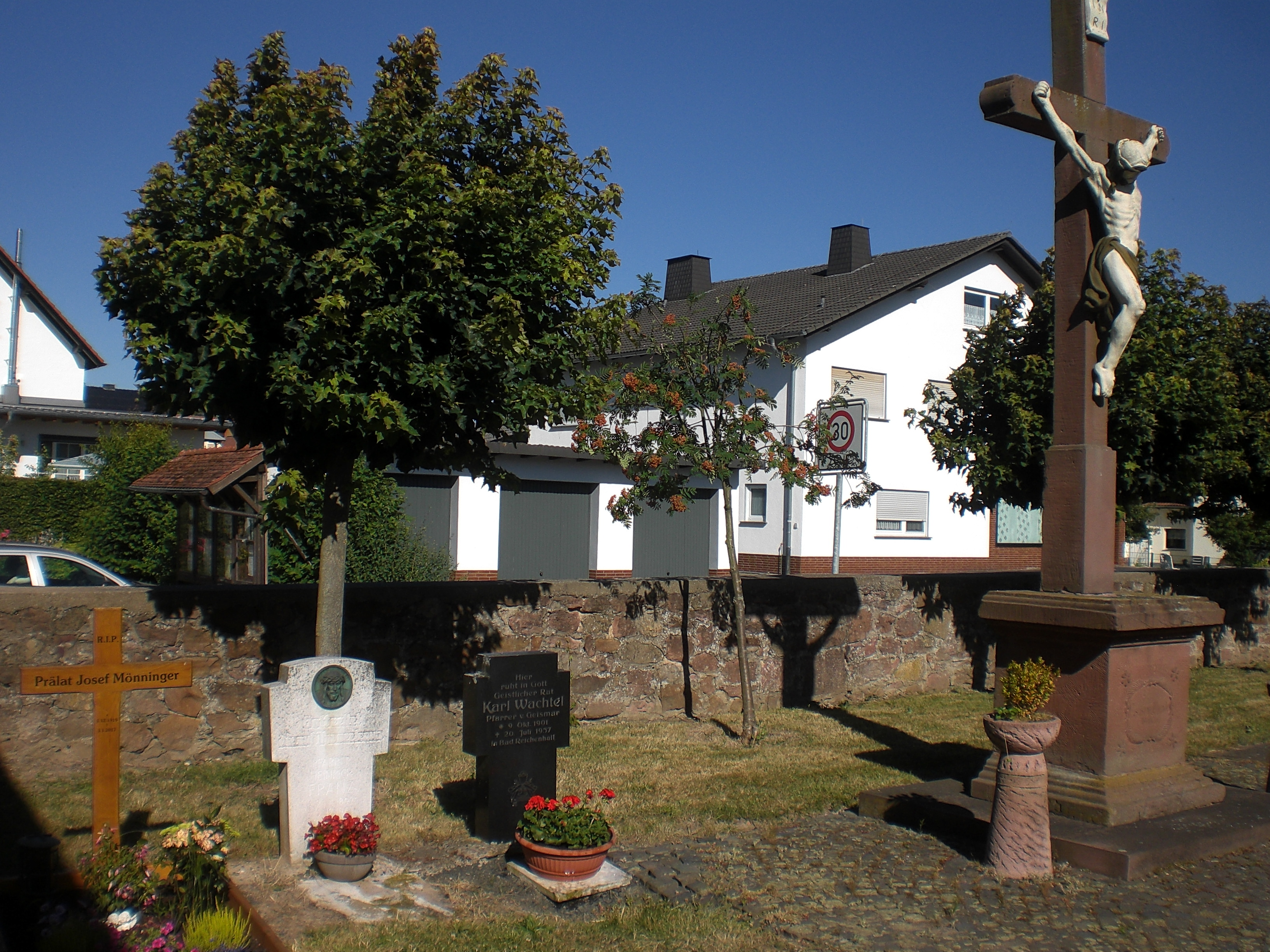
Das Friedhofskreuz in Rüdigheim

Im direkten Anschluss zur katholischen Pfarrkirche befindet sich der örtliche Friedhof mit dem Friedhofskreuz, der von einer Friedhofsmauer aus meist roten Buntsandsteinen umschlossen wird.
Neben dem Friedhofskreuz befinden sich Ehrengräber von katholischen Geistlichen. Das Grab des in Rüdigheim geborenen Fuldaer Prälaten Josef Mönninger wurde 2017 als Ehrengrab auch neben dem Friedhofskreuz errichtet.
Auf dem Friedhof befindet sich ein Denkmal für die Opfer der Weltkriege.

## Politik
Für Rüdigheim besteht ein Ortsbezirk (Gebiete der ehemaligen Gemeinde Rüdigheim) mit Ortsbeirat und Ortsvorsteher nach der Hessischen Gemeindeordnung.
Der Ortsbeirat besteht aus fünf Mitgliedern. Bei den Kommunalwahlen in Hessen 2021 betrug die Wahlbeteiligung zum Ortsbeirat 63,49 %. Alle Kandidaten gehörten der „Gemeinschaftsliste Rüdigheim“ an. Der Ortsbeirat wählte Bernhard Becker zum Ortsvorsteher.

## Verkehr
- Rüdigheim liegt mit einem Haltepunkt an der Ohmtalbahn.
- Der öffentliche Personennahverkehr wird durch die Buslinie MR-94 des Regionalen Nahverkehrsverbandes Marburg-Biedenkopf (RNV) sichergestellt.

## Persönlichkeiten
Söhne und Töchter der Gemeinde
- Josef Mönninger (* 2. Dezember 1919 in Rüdigheim; † 3. Januar 2017 in Fulda), katholischer Theologe im Bistum Fulda